# REDIAL
REDIAL, Red Europea de Información y Documentación sobre América Latina, är ett nätverk för bibliotek och arkiv med latinamerikasamlingar. I nätverket deltar idag ett tjugotal institutioner från följande länder:  Frankrike, Nederländerna, Ryssland, Spanien, Storbritannien, Sverige och Tyskland. REDIAL:s målsättning är att underlätta informationsutbytet mellan forskare, bibliotekarier och dokumentalister som arbetar med samhällsvetenskapliga och humanistiska latinamerikastudier i Europa.

## Publikationer
- Bloggen REDIAL & CEISAL Portal Americanista Europeo med nyheter inom den europeiska latinamerikaforskningen.
- En vetenskaplig tidskrift Anuario Americanista Europeo utgavs i samarbete med CEISAL 2003-2014 och vars syfte var att presentera europeiska latinamerikanisters arbeten.

## Organisationsform
REDIAL är en europeisk icke vinstinriktad förening, med huvudsäte i Spanien. Organisationsstrukturen består av ett verkställande utskott, sammansatt av de länderrepresentanter som valts av respektive lands deltagande institutioner, samt en generalförsamling (Asamblea General de Socios).
Två svenska bibliotek är medlemmar i REDIAL:
- Iberoamerikanska samlingen, Göteborgs universitetsbibliotek (tidigare Iberoamerikanska institutets bibliotek)
- Latinamerika-institutets bibliotek, Stockholms universitetsbibliotek

## Historik
Vid den 46:e Internationella Amerikanistkongressen i Amsterdam hölls ett symposium kallat ”Europeiska informationssystem för samhällsvetenskaplig och humanistisk forskning om Latinamerika: plan för ett europeiskt samarbete”. Symposiet organiserades av latinamerikanister och forskningsinstitut som samlats runt ett initiativ från det franska forskningscentret CNRS, Centre National de la Recherche Scientifique. Under symposiets gång enades man om att bilda ett europeiskt nätverk som skulle arbeta med att skapa gemensamma verktyg för att underlätta dokumentation och informationsutbyte inom europeisk latinamerikaforskning.
För att formalisera de överenskommelser man gjort i Amsterdam kallades till ett möte i Madrid vid CSIC, Consejo Superior de Investigaciones Científicas, i mars 1989. De 35 deltagande institutionerna antog en handlingsplan och utsåg en provisorisk koordinationskommitté med uppgift att utforma ett stadgeförslag.
Vid det konstituerande mötet i Frankrike (Bordeaux-Talence och Saint Emilion) den 30 november - 2 december 1989 grundades REDIAL. Vid grundandet deltog 35 forskningscentra, bibliotek, dokumentationscentra och enskilda organisationer från Belgien, Frankrike, Nederländerna, Spanien, Storbritannien, Tyskland och Österrike.